# Coldstream (Kentucky)
Coldstream – miasto w Stanach Zjednoczonych, w stanie Kentucky, w hrabstwie Jefferson.